# Tournoi de tennis de Porto Rico

Le tournoi de Porto Rico est un tournoi de tennis féminin du circuit professionnel WTA et masculin du circuit ATP.
La première édition féminine remonte à 1971, la dernière à 1995, ne se jouant pas systématiquement tous les ans.
Plusieurs éditions masculines ont été jouées jusqu'en 1981 sur dur.

## Palmarès dames

### Simple
| No       | Date       | Nom et lieu du tournoi                | Catégorie      | Dotation       | Surface        | Vainqueure           | Finaliste           | Score          |                |
| -------- | ---------- | ------------------------------------- | -------------- | -------------- | -------------- | -------------------- | ------------------- | -------------- | -------------- |
| 1        | 05-04-1965 | Caribe Hilton International, San Juan |                | NC             | Dur (ext.)     | Nancy Richey         | Margaret Smith      | 6-8, 6-4, 9-7  | Tableau        |
|          | 1966-1967  | Pas de tournoi                        | Pas de tournoi | Pas de tournoi | Pas de tournoi | Pas de tournoi       | Pas de tournoi      | Pas de tournoi | Pas de tournoi |
| Ère Open |            |                                       |                |                |                |                      |                     |                |                |
|          | 1968       | Pas de tournoi                        | Pas de tournoi | Pas de tournoi | Pas de tournoi | Pas de tournoi       | Pas de tournoi      | Pas de tournoi | Pas de tournoi |
| 2        | 31-03-1969 | Caribe Hilton, San Juan               |                | NC             | Dur (ext.)     | Margaret Smith Court | Julie Heldman       | 6-4, 7-5       | Tableau        |
|          | 1970       | Pas de tournoi                        | Pas de tournoi | Pas de tournoi | Pas de tournoi | Pas de tournoi       | Pas de tournoi      | Pas de tournoi | Pas de tournoi |
| 3        | 28-03-1971 | Caribe Hilton Invitational, San Juan  | VS Tour        | 10 000 $       | Dur (ext.)     | Ann Haydon-Jones     | Nancy Richey-Gunter | 6-4, 6-4       | Tableau        |
| 4        | 27-03-1972 | Caribe Hilton Invitational, San Juan  | WT Pro Tour    | 18 000 $       | Dur (ext.)     | Nancy Richey-Gunter  | Chris Evert         | 6-1, 6-3       | Tableau        |
|          | 1973-1976  | Pas de tournoi                        | Pas de tournoi | Pas de tournoi | Pas de tournoi | Pas de tournoi       | Pas de tournoi      | Pas de tournoi | Pas de tournoi |
| 5        | 24-10-1977 | Borniquen Classic, San Juan           |                | 35 000 $       | Dur (ext.)     | Billie Jean King     | Janet Newberry      | 6-1, 6-3       | Tableau        |
| 6        | 20-02-1978 | Avon Futures of Puerto Rico, San Juan | Futures        | 20 000 $       | Dur (ext.)     | Julie Anthony        | Mary Hamm           | 6-7, 6-4, 7-6  | Tableau        |
|          | 1979-1985  | Pas de tournoi                        | Pas de tournoi | Pas de tournoi | Pas de tournoi | Pas de tournoi       | Pas de tournoi      | Pas de tournoi | Pas de tournoi |
| 7        | 10-11-1986 | Puerto Rico Open, San Juan            |                | 75 000 $       | Dur (ext.)     | Raffaella Reggi      | Sabrina Goleš       | 7-6, 4-6, 6-3  | Tableau        |
| 8        | 12-10-1987 | Honda Classic, San Juan               |                | 75 000 $       | Dur (ext.)     | Stephanie Rehe       | Camille Benjamin    | 7-5, 7-6       | Tableau        |
| 9        | 10-10-1988 | Honda Classic, San Juan               | Tier IV        | 75 000 $       | Dur (ext.)     | Anne Minter          | Mercedes Paz        | 2-6, 6-4, 6-3  | Tableau        |
| 10       | 23-10-1989 | Puerto Rico Open, San Juan            | Tier IV        | 100 000 $      | Dur (ext.)     | Laura Arraya         | Gigi Fernández      | 6-1, 6-2       | Tableau        |
| 11       | 22-10-1990 | Puerto Rico Open, Dorado              | Tier IV        | 150 000 $      | Dur (ext.)     | Jennifer Capriati    | Zina Garrison       | 5-7, 6-4, 6-2  | Tableau        |
| 12       | 21-10-1991 | Puerto Rico Open, San Juan            | Tier IV        | 150 000 $      | Dur (ext.)     | Julie Halard         | Amanda Coetzer      | 7-5, 7-5       | Tableau        |
| 13       | 26-10-1992 | Puerto Rico Open, San Juan            | Tier IV        | 150 000 $      | Dur (ext.)     | Mary Pierce          | Gigi Fernández      | 6-1, 7-5       | Tableau        |
| 14       | 26-07-1993 | Puerto Rico Open, San Juan            | Tier III       | 150 000 $      | Dur (ext.)     | Linda Wild           | Ann Grossman        | 6-3, 5-7, 6-3  | Tableau        |
|          | 1994       | Pas de tournoi                        | Pas de tournoi | Pas de tournoi | Pas de tournoi | Pas de tournoi       | Pas de tournoi      | Pas de tournoi | Pas de tournoi |
| 15       | 27-02-1995 | Puerto Rico Open, San Juan            | Tier III       | 161 250 $      | Dur (ext.)     | Joannette Kruger     | Kyoko Nagatsuka     | 7-6, 6-3       | Tableau        |

### Double
| No       | Date       | Nom et lieu du tournoi               | Catégorie      | Dotation       | Surface        | Vainqueures                         | Finalistes                         | Score          |                |
| -------- | ---------- | ------------------------------------ | -------------- | -------------- | -------------- | ----------------------------------- | ---------------------------------- | -------------- | -------------- |
| 1        | 05-04-1965 | Caribe Hilton International San Juan |                | NC             | Dur (ext.)     | Margaret Smith Lesley Turner        | Mary-Ann Eisel Judy Alvarez        | 6-2, 7-5       | Tableau        |
|          | 1966-1967  | Pas de tournoi                       | Pas de tournoi | Pas de tournoi | Pas de tournoi | Pas de tournoi                      | Pas de tournoi                     | Pas de tournoi | Pas de tournoi |
| Ère Open |            |                                      |                |                |                |                                     |                                    |                |                |
|          | 1968       | Pas de tournoi                       | Pas de tournoi | Pas de tournoi | Pas de tournoi | Pas de tournoi                      | Pas de tournoi                     | Pas de tournoi | Pas de tournoi |
| 2        | 31-03-1969 | Caribe Hilton San Juan               |                | NC             | Dur (ext.)     | Karen Krantzcke Kerry Melville      | Mary-Ann Eisel Valerie Ziegenfuss  | 7-5, 7-5       | Tableau        |
|          | 1970       | Pas de tournoi                       | Pas de tournoi | Pas de tournoi | Pas de tournoi | Pas de tournoi                      | Pas de tournoi                     | Pas de tournoi | Pas de tournoi |
| 3        | 28-03-1971 | Caribe Hilton Invitational San Juan  | VS Tour        | 10 000 $       | Dur (ext.)     | Françoise Dürr Ann Haydon-Jones     | Karen Krantzcke Kerry Melville     | 7-6, 6-3       | Tableau        |
| 4        | 27-03-1972 | Caribe Hilton Invitational San Juan  | WT Pro Tour    | 18 000 $       | Dur (ext.)     | Rosie Casals Billie Jean King       | Judy Tegart-Dalton Karen Krantzcke | 6-2, 6-3       | Tableau        |
|          | 1973-1976  | Pas de tournoi                       | Pas de tournoi | Pas de tournoi | Pas de tournoi | Pas de tournoi                      | Pas de tournoi                     | Pas de tournoi | Pas de tournoi |
| 5        | 24-10-1977 | Borniquen Classic San Juan           |                | 35 000 $       | Dur (ext.)     | Rosie Casals Billie Jean King       | Linky Boshoff Ilana Kloss          | 4-6, 6-2, 6-3  | Tableau        |
| 6        | 20-02-1978 | Avon Futures of Puerto Rico San Juan | Futures        | 20 000 $       | Dur (ext.)     | Jane Stratton Mimi Wikstedt         | Ann Kiyomura Valerie Ziegenfuss    | 7-5, 2-6, 6-3  | Tableau        |
|          | 1979-1985  | Pas de tournoi                       | Pas de tournoi | Pas de tournoi | Pas de tournoi | Pas de tournoi                      | Pas de tournoi                     | Pas de tournoi | Pas de tournoi |
| 7        | 10-11-1986 | Puerto Rico Open San Juan            |                | 75 000 $       | Dur (ext.)     | Lori McNeil Mercedes Paz            | Gigi Fernández Robin White         | 6-2, 3-6, 6-4  | Tableau        |
| 8        | 12-10-1987 | Honda Classic San Juan               |                | 75 000 $       | Dur (ext.)     | Lise Gregory Ronni Reis             | Cammy MacGregor Cynthia MacGregor  | 7-5, 7-5       | Tableau        |
| 9        | 10-10-1988 | Honda Classic San Juan               | Tier IV        | 75 000 $       | Dur (ext.)     | Patty Fendick Jill Hetherington     | Gigi Fernández Robin White         | 6-4, 6-2       | Tableau        |
| 10       | 23-10-1989 | Puerto Rico Open San Juan            | Tier IV        | 100 000 $      | Dur (ext.)     | Gigi Fernández Robin White          | Cammy MacGregor Ronni Reis         | Pluie          | Tableau        |
| 11       | 22-10-1990 | Puerto Rico Open Dorado              | Tier IV        | 150 000 $      | Dur (ext.)     | Elena Bryukhovets Natalia Medvedeva | Amy Frazier Julie Richardson       | 6-4, 6-2       | Tableau        |
| 12       | 21-10-1991 | Puerto Rico Open San Juan            | Tier IV        | 150 000 $      | Dur (ext.)     | Rika Hiraki Florencia Labat         | Sabine Appelmans Camille Benjamin  | 6-3, 6-3       | Tableau        |
| 13       | 26-10-1992 | Puerto Rico Open San Juan            | Tier IV        | 150 000 $      | Dur (ext.)     | Amanda Coetzer Elna Reinach         | Gigi Fernández Kathy Rinaldi       | 6-2, 4-6, 6-2  | Tableau        |
| 14       | 26-07-1993 | Puerto Rico Open San Juan            | Tier III       | 150 000 $      | Dur (ext.)     | Debbie Graham Ann Grossman          | Gigi Fernández Rennae Stubbs       | 5-7, 7-5, 7-5  | Tableau        |
|          | 1994       | Pas de tournoi                       | Pas de tournoi | Pas de tournoi | Pas de tournoi | Pas de tournoi                      | Pas de tournoi                     | Pas de tournoi | Pas de tournoi |
| 15       | 27-02-1995 | Puerto Rico Open San Juan            | Tier III       | 161 250 $      | Dur (ext.)     | Karin Kschwendt Rene Simpson        | Laura Golarsa Linda Wild           | 6-2, 0-6, 6-4  | Tableau        |

## Palmarès messieurs

### Simple
| No       | Date       | Nom et lieu du tournoi                | Catégorie | Dotation | Surface    | Vainqueur       | Finaliste        | Score                   |  |
| -------- | ---------- | ------------------------------------- | --------- | -------- | ---------- | --------------- | ---------------- | ----------------------- |  |
| 1        | 28-03-1966 | Caribe Hilton International, San Juan |           | NC $     | Dur (ext.) | Arthur Ashe     | Cliff Richey     | 6-3, 6-4, 6-3           |  |
| 2        | 03-04-1967 | Caribe Hilton International, San Juan |           | NC $     | Dur (ext.) | Tony Roche      | Charlie Pasarell | 6-2, 6-4                |  |
| Ère Open |            |                                       |           |          |            |                 |                  |                         |  |
| 3        | 01-04-1968 | Caribe Hilton International, San Juan |           | NC $     | Dur (ext.) | Mark Cox        | Allen Fox        | 6-2, 6-1, 4-6, 2-6, 6-2 |  |
| 4        | 31-03-1969 | Caribe Hilton International, San Juan |           | NC $     | Dur (ext.) | Arthur Ashe     | Charlie Pasarell | 5-7, 5-7, 6-0, 6-4, 6-3 |  |
| 5        | 30-03-1970 | Caribe Hilton Invitational, San Juan  |           | NC $     | Dur (ext.) | Arthur Ashe     | Cliff Richey     | 6-4, 6-3, 1-6, 6-3      |  |
| 6        | 13-01-1975 | CBS Classic, San Juan                 |           | NC $     | Dur (ext.) | Rod Laver       | Arthur Ashe      | 6-3, 7-5                |  |
| 7        | 28-01-1980 | San Juan Open, San Juan               |           | 75 000 $ | Dur (ext.) | Raúl Ramírez    | Phil Dent        | 6-3, 6-2                |  |
| 8        | 19-01-1981 | San Juan Open, San Juan               |           | 75 000 $ | Dur (ext.) | Eliot Teltscher | Tim Gullikson    | 6-4, 6-2                |  |

### Double
| No | Date       | Nom et lieu du tournoi  | Catégorie | Dotation | Surface    | Vainqueurs                | Finalistes                    | Score    |  |
| -- | ---------- | ----------------------- | --------- | -------- | ---------- | ------------------------- | ----------------------------- | -------- |  |
| 1  | 28-01-1980 | San Juan Open, San Juan |           | 75 000 $ | Dur (ext.) | Paul Kronk Paul McNamee   | Robert Trogolo Mark Turpin    | 7-6, 6-3 |  |
| 2  | 19-01-1981 | San Juan Open, San Juan |           | 75 000 $ | Dur (ext.) | Chris Mayotte Tim Mayotte | Tim Gullikson Eliot Teltscher | 6-4, 7-6 |  |